# Palhais e Coina
Palhais e Coina (llamada oficialmente União das Freguesias de Palhais e Coina) es una freguesia portuguesa del municipio de Barreiro, distrito de Setúbal.

## Historia
Fue creada el 28 de enero de 2013 en aplicación de una resolución de la Asamblea de la República de Portugal promulgada el 16 de enero de 2013 con la unión de las freguesias de Coina y Palhais, pasando su sede a estar situada en la antigua freguesia de Palhais.

## Demografía
| Gráfica de evolución demográfica de Palhais e Coina entre 2011 y 2021 |
|                                                                       |
| Datos según el nomenclátor publicado por el INE portugués.            |